# Geofoon

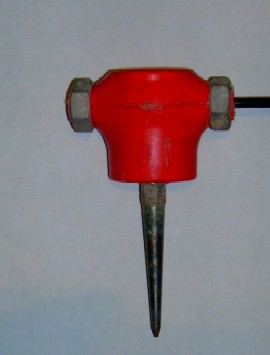
Een geofoon

Een geofoon is een soort microfoon die bedoeld is om (door een seismische vibrator kunstmatig opgewekte) trillingen  (bijvoorbeeld geluidsgolven) vanuit de aarde op te vangen. Een geofoon wordt vaak ongeveer 10 meter onder het aardoppervlak aangebracht.
Een geofoon kan gebruikt worden in een seismologisch netwerk, waarbij bijvoorbeeld aardbevingen geregistreerd kunnen worden (zie ook seismograaf). Door het kunstmatig opwekken van een golf kan de geologische structuur van de ondergrond in kaart worden gebracht. Deze techniek, ook wel seismiek genaamd, wordt in de exploratie-geofysica gebruikt bij het zoeken naar delfstoffen, zoals aardolie en aardgas. 
In Nederland worden vanaf oktober 2004 tegelijk met de opbouw van de grootste radiotelescoop ter wereld, het Lofar-project, op de plaats van de 25.000 kleine antennes ook geofoons aangebracht. Deze antennes worden geplaatst in Friesland, Drenthe, Groningen, Overijssel, Gelderland en in een deel van Duitsland. De geofoons maken gebruik van het glasvezelnetwerk van Lofar. Met de geofoons verwacht men onderzoek te kunnen doen naar de bodemdaling in Noord-Nederland. Men hoopt door te luisteren naar de geofoons een beeld te krijgen van de opbouw van de diepe ondergrond en de wijze waarop deze beweegt.
Een op zee gebruikte geofoon, die achter een schip wordt getrokken, wordt een hydrofoon genoemd. 